# Anne-Sophie Barthet
Anne-Sophie Barthet, född den 23 februari 1988 i Toulouse, är en fransk tidigare alpin skidåkare, som tävlade i samtliga discipliner. Hon kom på tredje plats i världscupen den 28 februari 2016 i alpin kombination i Andorra vilket är hennes främsta merit. Barthet är bosatt i Courchevel.
Barthet gjorde sin världscupdebut den 21 januari 2006 i Sankt Moritz. Hon har tagit sju medaljer i de franska mästerskapen, varav ett guld. Hon har deltagit i tre olympiska spel, dock utan framgångar. Dessutom har hon deltagit flitigt i juniorvärldsmästerskapen och i världsmästerskapen i de olika disciplinerna. Förutom tredjeplatsen 2016 har hon haft svårt att hävda sig i toppen internationellt; de bästa resultaten har kommit i europacupen där hon har tagit ett par framskjutande placeringar de senaste åren.
Hon har deltagit i fyra vinter-OS.